# 布盧厄斯縣
布盧厄斯縣（英語：Blue Earth County）是美國明尼蘇達州南部的一個縣，北臨明尼蘇達河。面積1,984平方公里。根據美國2000年人口普查，共有人口55,941人。縣治曼凱托 (Mankato)。
成立於1853年3月5日。縣名來自布盧厄斯河 （Blue Earth River）。